# Astidamia (figlia di Creteo)
Astidamia (in greco antico: Ἀστυδάμεια?, Astydámeia), conosciuta anche come Ippolita (in greco antico: Ἱππολύτη?, Hippolytē) ed a volte anche citata come Cretheis (in greco antico: Κρηθηίς? la figlia di Creteo), è un personaggio della mitologia greca. Fu una regina di Iolco.

## Genealogia
Figlia di Creteo, sposò Acasto che la rese madre di Sterope e Laodamia e Stenele.

## Mitologia
Astidamia s'innamorò di Peleo che però la respinse e lei, per vendicarsi, mandò un messaggio alla moglie di Peleo (Antigone) dicendole che il marito stava per sposare sua figlia (Sterope) ed Antigone si impiccò.
Astidamia poi disse ad Acasto che Peleo aveva cercato di stuprarla e questi le credette ma, per evitare lo scontro diretto con un suo ospite, lo invitò a caccia presso il monte Pelio, un luogo frequentato da centauri. Il suo intento era di lasciarlo disarmato in quel luogo pericoloso e così, mentre l'atleta riposava, gli sottrasse la spada che gli era stata donata da Dedalo. Una volta risvegliatosi, Peleo si ritrovò disarmato di fronte ai centauri e poté salvarsi solo grazie all'intervento di Ermes, che gli consegnò una spada con poteri divini inviata da Zeus (o da Chirone secondo altre versioni).
Tornato in città, Peleo si vendicò assassinando Acasto ed Astidamia; quest'ultima fu fatta a pezzi.